# Jean-Claude Lefèbvre (cestista)
Jean-Claude Lefèbvre (Épiais-lès-Louvres, 14 giugno 1937 – Épiais-lès-Louvres, 13 agosto 1999) è stato un cestista francese.

## Carriera
Dopo aver giocato alla Gonzaga University, venne scelto al nono giro del Draft NBA 1960 dai Los Angeles Lakers (64ª scelta assoluta), ma non giocò mai nella NBA.
Con la Francia ha disputato i Campionati mondiali del 1963 e tre edizioni dei Campionati europei (1957, 1959, 1963).